# Шасан
Шасан (фр. Chassant) насеље је и општина у централној Француској у региону Центар (регион), у департману Ер и Лоар која припада префектури Ножан ле Ротру.
По подацима из 2011. године у општини је живело 324 становника, а густина насељености је износила 72,65 становника/km². Општина се простире на површини од 4,46 km². Налази се на средњој надморској висини од 224 метара (максималној 237 m, а минималној 191 m).

## Демографија
| 1962. | 1968. | 1975. | 1982. | 1990. | 1999. | 2011. |
| ----- | ----- | ----- | ----- | ----- | ----- | ----- |
| 285   | 322   | 308   | 291   | 305   | 298   | 324   |

График промене броја становника у току последњих година